# Bruceville-Eddy
Bruceville-Eddy – miasto w Stanach Zjednoczonych, w stanie Teksas, w hrabstwie Falls.